# مايكل ج. مكارثي
مايكل ج. مكارثي (بالإنجليزية: Michael J. McCarthy)‏ كان لواء في سلاح الجو الأمريكي.
أعطي قيادة الجناح الجوي 62د. شارك في حرب الخليج الثانية قبل أن ينتدب إلى البنتاغون.